# 小倉黒人米兵集団脱走事件
小倉黒人米兵集団脱走事件（こくらこくじんべいへいしゅうだんだっそうじけん）は、1950年（昭和25年）7月11日、連合国軍占領下の日本である福岡県小倉市（現北九州市）で発生したアメリカ陸軍兵士の集団脱走事件である。
基地からアフリカ系アメリカ人（黒人）兵士が集団で脱走し、周辺地区にて略奪や暴行、強姦を行なった。しかし、GHQによる情報規制のためほとんど報道されず、多くの被害者も口を閉ざしたことから、死傷者の数など事件の詳細は分かっていない。

## 背景
第二次世界大戦（太平洋戦争）終結後、小倉市にあった歩兵第14連隊（小倉連隊）の跡地には、進駐軍としてアメリカ陸軍第24歩兵師団が駐屯するキャンプ小倉（現陸上自衛隊小倉駐屯地）が設置された。小倉には米兵を相手に商売をする者が集まり、パンパンの数も増加していった。
1950年6月に入ると、小倉市内のペンキ屋に軍帽やジープの塗り直しが大量発注され、米兵たちにも武器の手入れが命じられる。6月25日、北朝鮮軍が韓国に侵入し、朝鮮戦争が勃発した。朝鮮半島に最も近い場所にあった第24歩兵師団は、6月30日には第1大隊の通称「スミス支隊」が派遣されるなど、続々と朝鮮半島に派遣されていった。小倉市砂津の北九州港の岸壁では、リバティ船やLSTが続々と横付けされ、規制線が張られて慌ただしく出港準備が進む中、米兵と馴染みのパンパンが別れを悲しむ光景があった。
第24歩兵師団と北朝鮮軍の戦闘は熾烈を極め、7月17日は師団本部が直接攻撃され壊滅。師団長ウィリアム・F・ディーン少将自らゲリラ戦を展開するなど激戦が続いた。米軍を指揮する第8軍司令官のウォルトン・ウォーカー中将は、激闘を繰り広げる米兵への慰問の一環として、12月に帰休（リターン・レスト、Return Rest）の制度を設けた。朝鮮半島で戦闘に従事する米兵を空路で芦屋基地に送還し、キャンプ小倉内に設置したRRセンターで5日から1週間の休養を与えられた。RRセンターで身支度を整えた米兵は小倉の町に繰り出したが、売春などで彼らが小倉で消費した日本円は1ヶ月で約4億円にも及んだ。
一方で、明日には激戦地に送られ、帰休しても再び激戦地に戻る米兵の心は荒れ、自暴自棄による犯罪が続発した。7月4日には、小倉市下城野（現・小倉南区下城野）で23歳の米兵が銃剣で一家5人を襲撃し、5歳の娘を除く4人を殺害する事件が起きた。しかし小倉市警察には捜査の権限が無く、憲兵からの「軍法会議で処罰する」という通達と、娘への60万円の保証金だけで事件は解決させられた。
7月9日、壊滅した第24歩兵師団の補充として、黒人を中心に構成された第25歩兵師団第24歩兵連隊が、岐阜県から小倉市の城野補給基地（後に陸上自衛隊城野分屯地、現在のJR城野駅北側住宅地）に送られてきた。

## 脱走
7月11日、戦後初めて開催される小倉祇園太鼓の前夜祭の中、17時には2人の黒人兵が近所の酒店を訪れ、見本の一升瓶を持ち去った。18時頃、約200人の兵士が基地西側の有刺鉄線を破り集団脱走した。脱走兵たちは野戦服のままM1カービンや拳銃、手榴弾で武装しており、周辺住民には演習と思う者もいた。基地の周囲は水田で、大量の兵士が脱走する様は「黒いサルの集団が走り去るようだった」という。
脱走兵は基地周辺の足立や足原、三郎丸、熊本町に繰り出し、酒店に押し入り酒を盗み、焼酎の小瓶まで盗んで店舗を破壊したり、民家の箪笥をひっくり返すなどの狼藉を働いた。
脱走兵は女性を求めて家の扉をこじ開けようとしたが、住民は妻や娘を押入や便所に隠したりして脱走兵が去るのを待った。隣接する福岡県立小倉ろう学校（現・福岡県立小倉聴覚支援学校）の寄宿舎にも白人1人を含む3人の脱走兵が侵入し、舎監に拳銃を突きつけ女を出せと迫った。脱走兵の数が20 – 30人に増えたが、舎監がとっさに町の方を指さしたので脱走兵はその方向にあった旧小倉陸軍造兵廠の宿舎に向かった。脱走兵が学校を立ち去った後、女子生徒を浴室の風呂桶の中に隠して男性教諭が寝ずの番をしたが、宿舎の方から女性の悲鳴がしたという。このほかにも、各地で女性の悲鳴が聞こえたという証言があり、悲鳴が聞こえたところへ行くと髪が乱れ泥だらけの女性がうずくまっていたという例は「いくらもあった」という。しかし、婦女暴行既遂の報告は1件も無かったと結論付けられており、被害者や周囲がひた隠しにして表ざたにならない性暴行事件も多数あったと伝えられる。当時の浜田良祐小倉市長は「後日、警察から報告書が届いた。風呂帰りの主婦が襲われた、夫の眼前で犯された、いまの競輪場の近くに娘さんが意識不明で倒れていたなど、人身被害だけで20件くらいはあった。実際の被害者はもっといたのではないか。報告書を残しておくと差し障りがあると思い、焼き捨てた」と述べている。この警官隊は一時「黒人兵に包囲されて集中射撃を食い全滅したらしい」という不確定情報もあったが、後で無事が確認される。不穏な状態で被害がいまひとつはっきりつかめない中で、伝聞だが実態がうかがえる証言がようやく出てくる。。
事件後、小倉警察署（現・小倉北警察署）で米軍立ち合いの元、市民からの被害申し立てが行われた。強盗、窃盗、暴行、傷害、強姦は、警察や憲兵隊に報告されたものだけで70数件にのぼり、米国立公文書館にも窃盗や強姦未遂42件の記録が残されている。しかしこれらの事件で小倉市警察が検挙したのは殺人の1件のみで、強姦など申告されていない事件もあり、その真相は不明である。

## 鎮圧

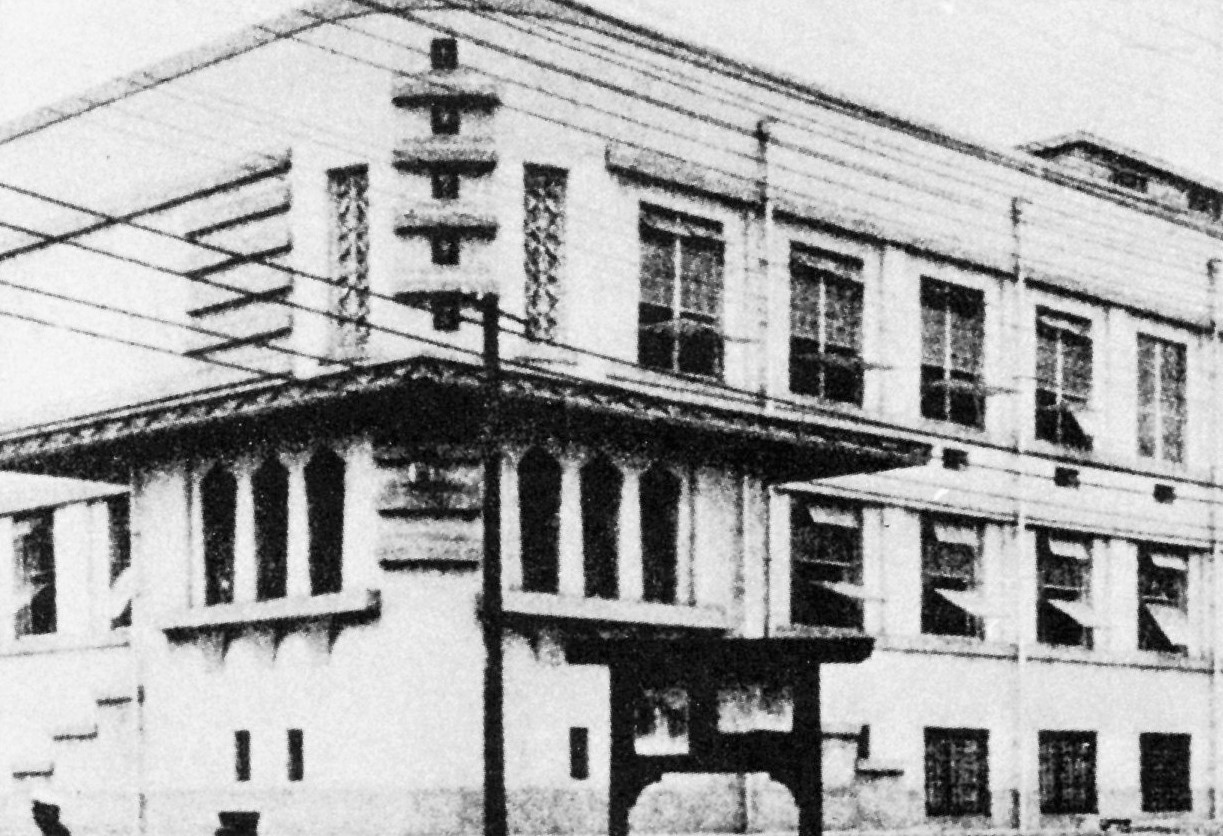
小倉市警察は憲兵隊と協力して、拳銃だけで鎮圧に動いた。

この間、脱走兵の事実は隠され、朝日新聞西部本社のニュースカーが「三萩野から南の交通が遮断されるので、芦塚、城野方面の帰宅者は派出所に情報を尋ねること」と呼びかけるだけだった。
三萩野派出所に市民からの通報があり、小倉市警察は初めて事件の発生を知った。小倉玉屋の前にあった米軍の憲兵司令部が鎮圧にあたることになり、米軍による非常線が張られたのは、脱走が発生して2時間ほど経過してからのことだった。三萩野から北方の「電車通り」を中心に自動小銃や機関銃、20mm機関砲で武装した憲兵隊のジープが展開した。応援を要請された小倉市警察も、拳銃を武器に全署員を非常招集、清水・旦過橋・香春口に非常線を敷いて交通を遮断し、警戒にあたった。憲兵司令部の当直担当だったマグリアノ憲兵曹長は、ともに鎮圧にあたる小倉署の巡査に次のように注意した。
マグリアノ曹長は巡査と共に20mm機関砲を装備したジープで走り回りながら、兵士の拳銃の弾倉を抜き取り、ワインの窃盗が判明した兵士は殴るなど、事態の鎮圧に動いた。基地に戻された兵士の中には、白人の中隊長から認識票をむしり取られる処罰を受ける者もいた。小倉市警察は非常線で脱走兵を基地に押し戻そうとし、市民を基地に近づけないようにした。10名の署員が十四年式拳銃と警棒だけで基地の北東側にある黒原営団住宅（現・城野団地）に向かったが、脱走兵の数が多すぎ、ついには30 – 40人の脱走兵に囲まれた。23時半には「警官隊が集中射撃を受け全滅」の報が小倉署に届き、署員が憲兵隊のジープで救出に向かったが、警官隊は脱走兵と白人の憲兵の銃撃戦の中、匍匐で脱出したため無事だった。結局、少人数の憲兵隊と小倉市警察では対応できず、米陸軍二個中隊が鎮圧のために出動した。装甲車に分乗した中隊は脱走兵と市街戦になったほか、基地の西側でも弾道が飛び交う銃撃戦が起きた。
夜23時半になって、第24歩兵連隊のスミス代将が脱走兵を説得し回って鎮圧に入ったが、2、3人で徒党を組みカービン銃で武装した脱走兵は朝6時頃まで市中をうろつき、市民は夏なのに雨戸を閉じて一夜を過ごした。翌朝、小倉署管内の派出所には、押収された手榴弾や銃弾、銃剣が山積みされた。
最後まで脱走した黒人兵は、12日夕方に首から銃を下げ、右手に靴、左手にウイスキーの空瓶を持ったまま小文字通りで逮捕された。しかし、7月14日に小倉地区憲兵司令官は数名の黒人兵と白人兵が帰隊していないと発表し、見つけた場合は小倉憲兵隊か最寄りの警察署に報告するよう市民に要望した。

## 事件後
米軍のなかで黒人部隊は厳しい人種差別にさらされ、黒人だけの人種隔離された部隊の中で、激戦地に送られる恐怖と自暴自棄が高じ、小倉祇園太鼓の祭囃子がきっかけで脱走につながったと言われている。なお、第24歩兵連隊は事件の2日後に出征し、朝鮮半島北部で全滅した。
強姦の被害に遭った世帯の中には、噂が広まり転居を余儀なくされた世帯や、目の前で妻が強姦された夫がショックで酒浸りになった末に溺死し、生活に困窮する世帯もあった。
7月13日、キャンプ小倉司令官のロバート大佐は、「当地の米軍に不吉な事件が発生した」ことに遺憾の意を示し、全ての違反は当局に起訴され処罰されるという談話を発表した。1ヶ月後、黒人兵の感情に応えるため、キャンプ小倉の憲兵副長に初の黒人であるタケット中尉が任命された。
当時、小倉に住んでいた松本清張は、1966年に出版した『半生の記』で当事件を記録しているほか、題材にした小説『黒地の絵』を発表している。